# Đường Ai Đế
Đường Ai Đế (chữ Hán: 唐哀帝, 892 – 908), cũng gọi là Chiêu Tuyên Đế (昭宣帝), nguyên danh Lý Tộ (李祚), sau cải thành Lý Chúc (李柷), là vị Hoàng đế cuối cùng của nhà Đường, tại vị từ năm 904 đến năm 907. Ông là hoàng tử của Đường Chiêu Tông.

## Thân thế
Lý Tộ sinh ngày 3 tháng 9 năm Cảnh Phúc thứ 1 (27 tháng 9 năm 892) tại Đại Nội. Khi đó, phụ hoàng ông là Đường Chiêu Tông đang tại vị, và ông là hoàng tử thứ chín. Mẹ của Lý Tộ là Hà hoàng hậu, trước đó bà cũng đã hạ sinh hoàng tử trưởng Lý Dụ.
Ngày Giáp Tý (22) tháng 10 năm Đinh Tị (20 tháng 11 năm 897), Lý Tộ được phong vương cùng với các hoàng tử Lý Bí (李秘) và Lý Kỳ (李祺); tước hiệu của Lý Tộ là Huy vương. Trong cùng năm, sau khi Lý Dụ được phong là hoàng thái tử, Hà thục phi được phong là hoàng hậu.
Năm 903, Tuyên Vũ tiết độ sứ Chu Toàn Trung trở thành người kiểm soát triều đình Trường An, liên minh với Thôi Dận. Trong năm đó, Đường Chiêu Tông chuẩn bị trao cho Chu Toàn Trung chức Chư đạo binh mã nguyên soái, vì thế muốn phong Lý Dụ làm nguyên soái trên danh nghĩa. Tuy nhiên, Chu Toàn Trung lại muốn một hoàng tử ít tuổi làm nguyên soái để bảo đảm quyền lực của mình, vì thế Chu Toàn Trung đã bảo Thôi Dận tiến cử Lý Tộ. Đường Chiêu Tông chấp thuận và phong Lý Tộ là 'Chư đạo binh mã nguyên soái'.
Năm 904, Chu Toàn Trung buộc Đường Chiêu Tông phải dời đô từ Trường An đến Lạc Dương- một nơi ông ta kiểm soát còn vững chắc hơn. Cũng trong năm đó, do lo sợ Đường Chiêu Tông sẽ tìm cách vùng dậy chống lại khi mình đang tiến hành giao chiến với các quân phiệt khác, Chu Toàn Trung đã ám sát Đường Chiêu Tông. Chu Toàn Trung bỏ qua Lý Dụ và các hoàng tử khác, ban một chiếu chỉ nhân danh Đường Chiêu Tông để lập Lý Tộ làm hoàng thái tử vào ngày Quý Mão (12) tháng 10 (23 tháng 9), cải danh thành Lý Chúc, giám quân quốc sự. Ngày Bính Ngọ (15) cùng tháng (26 tháng 9), Lý Chúc tức vị, tức Đường Ai Đế. Hà hoàng hậu vẫn sống sót sau vụ ám sát phu quân, bà trở thành hoàng thái hậu.

## Trị vì
Vào thời điểm Đường Ai Đế tức vị, Độc Cô Tổn, Bùi Xu và Thôi Viễn đều là các đại thần có xuất thân quý tộc, họ xem thường Liễu Xán vì người này cộng tác với Chu Toàn Trung. Vào mùa xuân năm 905, Bùi Xu đã xúc phạm Chu Toàn Trung, Liễu Xán nắm lấy cơ hội này để buộc tộc Thôi Viễn và Độc Cô Tổn cũng bất kính với Chu Toàn Trung. Do đó, Chu Toàn Trung đã giáng chức cả ba người, phái Độc Cô Tổn đi giữ chức Tiết độ sứ Tĩnh Hải quân (靜海, tương đương Bắc Bộ, Bắc Trung Bộ Việt Nam và một phần Quảng Tây, Trung Quốc, trị sở Đại La nay thuộc Hà Nội, Việt Nam). thay cho anh mình là Chu Toàn Dục (朱全昱).
Một thời gian ngắn sau cái chết của Đường Chiêu Tông, Chu Toàn Trung cũng hạ sát toàn bộ 9 hoàng tử của Đường Chiêu Tông (trong đó có Lý Dụ), hoàng gia chỉ còn Đường Ai Đế và mẹ là Hà thái hậu.
Một cộng sự thân cận của Chu Toàn Trung là Liễu Xán (柳璨) đương giữ chức tư không. Liễu Xán không có xuất thân quý tộc, lại phẫn nộ với các quý tộc cũ, vì thế ông ta đã cùng với Lý Chấn chủ trương với Chu Toàn Trung rằng nên sát hại các quý tộc cao cấp nhà Đường để ngăn ngừa họ phản kháng. Chu Toàn Trung chấp thuận. Đầu tiên Chu Toàn Trung giáng chức và đày ải một lượng lớn đại thần, Độc Cô Tổn đang là Tĩnh Hải quân tiết độ sứ trở thành thứ sử Đệ châu (棣州, nay thuộc Tân Châu, Sơn Đông, Sơn Đông), và sau đó là ti hộ Quỳnh Châu (瓊州, trị sở nay thuộc Định An, Hải Nam). Không lâu sau, khoảng 30 triều sĩ bị biếm quan, bao gồm Độc Cô Tổn, bị đưa đến tập trung tại Bạch Mã Dịch (白馬驛, nay thuộc An Dương, Hà Nam) và được lệnh phải tự sát theo chiếu chỉ nhân danh Đường Ai Đế. Theo đề nghị của Lý Chấn, Chu Toàn Trung đã ném thi thể của họ xuống Hoàng Hà cùng năm 905.
Trong lúc nhà Đường chưa kịp cử quan cai trị mới sang trấn nhậm Tĩnh Hải quân, một hào trưởng địa phương là Khúc Thừa Dụ đã dẫn quân đi đánh chiếm lấy thủ phủ Đại La của Tĩnh Hải quân, tự xưng là Tiết độ sứ. Khúc Thừa Dụ khéo léo dùng danh nghĩa "xin mệnh nhà Đường" để buộc triều đình nhà Đường phải công nhận chính quyền của mình. Chu Toàn Trung đang mưu cướp ngôi nhà Đường, đã nhân danh vua Đường Ai Đế thừa nhận Khúc Thừa Dụ là Tĩnh Hải quân tiết độ sứ. Từ đó người Việt bắt đầu khôi phục quyền tự chủ.
Trong năm 905 vua Đại Vĩ Hài của vương quốc Bột Hải phái đại thần Ô Chiêu Đạc (烏炤度) đi sứ sang nhà Đường (đời vua Đường Ai Đế) để bang giao. Vương quốc Bột Hải dưới thời vua Đại Vĩ Hài đã đạt được tiến bộ trong lĩnh vực ngoại giao.
Vào mùa thu năm 905, Chu Toàn Trung tiến công huynh đệ họ Triệu, huynh đệ họ Triệu nhanh chóng chiến bại và buộc phải chạy trốn, Chu Toàn Trung đoạt được Trung Nghĩa và Kinh Nam. Lúc ban đầu thì ông lên kế hoạch quay trở về lãnh địa của mình sau khi thắng lợi, song sau đó đổi ý và quyết định tiến công Dương Hành Mật. Tuy nhiên, quân của Chu Toàn Trung gặp phải dông tố và không thể gây ra bất cứ thiệt hại nào tại lãnh địa của Dương Hành Mật trước khi rút lui.
Trong khi đó, Liễu Xán cùng Xu mật sứ Tưởng Huyền Huy (蔣玄暉) và Ngự doanh sứ Trương Đình Phạm (張廷範) chuẩn bị lễ để Đường Ai Đế thiện nhượng cho Chu Toàn Trung. Căn cứ theo tiền lệ trong các lần thay đổi triều đại, đầu tiên họ cần buộc Đường Ai Đế phải tiến phong Chu Toàn Trung là Ngụy vương, ban cho Chu Toàn Trung cửu tích. Và bước đầu tiên, họ đã buộc Đường Ai Đế phải cho Chu Toàn Trung giữ chức Chư đạo binh mã nguyên soái. Chu Toàn Trung do thiếu kiên nhẫn nên không hài lòng trước các trình tự này mà muốn việc chuyển giao diễn ra nhanh hơn, trong khi đó, các đối thủ của Tưởng Huyền Huy là Vương Ân (王殷) và Triệu Ân Hành (趙殷衡) liền tận dụng cơ hội này để vu cáo Liễu Xán, Trương Đình Phạm và Tưởng Huyền Huy có ý muốn cho triều đại nhà Đường tồn tại lâu hơn, chờ thời cơ để thay đổi tình thế, họ còn cáo buộc Tưởng Huyền Huy có giao thiệp với Hà thái hậu. Do đó, Chu Toàn Trung nổi giận với Liễu Xán, Trương Đình Phạm và Tưởng Huyền Huy, sau đó nhân danh Đường Ai Đế phong mình là Tướng quốc, là Ngụy vương cai quản Ngụy quốc với 21 đạo (gồm Tuyên Vũ, Tuyên Nghĩa, Thiên Bình, Hộ Quốc, Thiên Hùng, Vũ Thuận, Hựu Quốc, Hà Dương, Nghĩa Vũ, Chiêu Nghĩa, Bảo Nghĩa, Nhung Chiêu, Vũ Định, Thái Ninh, Bình Lư, Trung Vũ, Khuông Quốc, Trấn Quốc, Vũ Ninh, Trung Nghĩa, Kinh Nam), cùng với cửu tích.
Chu Toàn Trung tin vào lời vu cáo của Vương Ân và Triệu Ân Hành rằng Liễu Xán, Tưởng Huyền Huy và Trương Đình Phạm cố ý trì hoãn quá trình chuyển đổi bằng các thủ tục lễ nghi, vì thế đã giết chết ba người này. Hà thái hậu vốn chỉ phối hợp với Tưởng Huyền Huy nhằm để mình và hoàng nhi Đường Ai Đế được tha, song Vương Ân và Triệu Ân Hành cũng vu cáo bà là đồng phạm, Chu Toàn Trung vì thế giết chết Hà thái hậu, buộc Đường Ai Đế phải giáng bà làm thứ nhân, song vẫn cho Đường Ai Đế than khóc bà.
Vào mùa xuân năm 906, La Thiệu Uy lo sợ nha quân sẽ tiến hành binh biến, vì thế người này phối hợp với Chu Toàn Trung để đồ sát các binh sĩ nha quân, Chu Toàn Trung cũng sẽ cho quân Tuyên Vũ đến trợ giúp tiệt trừ các cuộc binh biến có thể diễn ra sau đó. Khi La Thiệu Uy tiến hành vụ đồ sát, nhiều binh sĩ Ngụy Bác tiến hành binh biến, liên quân của Chu Toàn Trung và La Thiệu Uy phải mất vài tháng để đàn áp. Sau chiến dịch này, Chu Toàn Trung tiến về phía bắc, mục đích là nhằm chiếm lãnh thổ của Lưu Nhân Cung. Ông bao vây nhi tử của Lưu Nhân Cung là Nghĩa Xương tiết độ sứ Lưu Thủ Văn ở Thương châu (滄州). Tuy nhiên, cũng vào lúc này, Chiêu Nghĩa tiết độ sứ Đinh Hội phẫn nộ trước việc Chu Toàn Trung sát hại Đường Chiêu Tông nên thừa cơ tiến hành nổi dậy chống Chu Toàn Trung, dâng lãnh thổ của mình đầu hàng Lý Khắc Dụng. Chu Toàn Trung buộc phải từ bỏ chiến dịch ở Nghĩa Xương và triệt thoái.
Ngày 7 tháng 2 năm 906, Đường Ai Đế phong thêm cho Tĩnh Hải quân Tiết độ sứ Khúc Thừa Dụ tước "Đồng bình chương sự". Sau đó, Khúc Thừa Dụ tự lấy quyền mình, phong cho con là Khúc Hạo chức vụ "Tĩnh Hải hành quân tư mã quyền tri lưu hậu", tức là chức vụ chỉ huy quân đội và sẽ kế vị quyền Tiết độ sứ của mình.
Trên đường trở về Tuyên Vũ, Chu Toàn Trung dừng chân tại Ngụy Bác để dưỡng bệnh. La Thiệu Uy nói với Chu Toàn Trung rằng các quân phiệt còn kháng cự lại Chu Toàn Trung đều tuyên bố rằng họ muốn khôi phục lại quyền lực của hoàng đế Đại Đường, và đề nghị Toàn Trung nên nhanh chóng tức vị để chấm dứt các hy vọng này. Mặc dù không trả lời đề nghị của La Thiệu Uy, song Chu Toàn Trung đích thân cảm tạ La Thiệu Uy vì đưa ra đề xuất này. Khi Chu Toàn Trung trở về Tuyên Vũ, Đường Ai Đế "khiển" ngự sử đại phu Tiết Di Củ (薛貽矩) đến úy lạo Chu Toàn Trung, người này cũng đề xuất ý tưởng soán vị, song Chu Toàn Trung cũng không trả lời. Tiết Di Củ trở về Lạc Dương và thuật lại sự việc cho Đường Ai Đế, sau đó Đường Ai Đế ban một chiếu chỉ chuẩn bị nhường ngôi vào mùa xuân năm 907.
Sau đó, Chu Toàn Trung đổi tên thành Chu Hoảng, và đến khi Đường Ai Đế khiển các tể tướng Trương Văn Úy (張文蔚) và Dương Thiệp (楊涉) đến Đại Lương để đề nghị trao lại hoàng vị, Chu Toàn Trung chấp thuận.
Ngày Giáp Thìn (27) tháng 3 cùng năm (12 tháng 5) năm 907, Chu Toàn Trung buộc vị hoàng đế nhỏ tuổi Đường Ai Đế phải giáng ngự trát thiện vị, chấm dứt triều Đường và khởi đầu triều Hậu Lương. Chu Toàn Trung đã bất chấp những lo âu của đại ca Chu Toàn Dục (朱全昱) và lời dự báo sau đó của Chu Toàn Dục rằng điều này sẽ mang lại tai họa cho nhà họ Chu. Nhiều quân phiệt không công nhận Hậu Lương Thái Tổ Chu Toàn Trung, họ vẫn tiếp tục sử dụng niên hiệu "Thiên Hựu" của Đường Ai Đế.

## Qua đời
Hậu Lương Thái Tổ phong Lý Chúc là Tế Âm vương và đưa ông từ Lạc Dương đến Tào châu (曹州, nay thuộc Hà Trạch, Sơn Đông), đặt phủ đệ của ông dưới sự giám sát nghiêm ngặt với một hàng rào gai bao quanh. Ngày Quý Hợi (22) tháng 2 năm Mậu Thìn (26 tháng 3 năm 908), Chu Toàn Trung cho dùng rượu độc giết chết Lý Chúc, ban cho Lý Chúc thụy hiệu Ai (哀, "thương tiếc"). Năm 928, các quan lại của Hậu Đường Minh Tông đã đề xuất xây dựng một miếu thờ Đường Ai Đế, Minh Tông cho xây một miếu tại Tào châu. Năm 929, các quan lại của Hậu Đường lại đề xuất truy thụy cho Đường Ai Đế là "Chiêu Tuyên Quang Liệt Hiếu hoàng đế" nhằm hợp với truyền thống của nhà Đường, cũng như miếu hiệu "Cảnh Tông", song họ cũng chỉ ra rằng Đường Ai Đế không có bài vị trong Thái Miếu, nên không thể xưng là "Tông".
Sách sử không ghi gì về con cái của ông, nhưng Lý Cương, một tể tướng nhà Tống, tự xưng là hậu nhân của ông.